# Vigneul-sous-Montmédy
Vigneul-sous-Montmédy település Franciaországban, Meuse megyében. Lakosainak száma 83 fő (2022. január 1.). Vigneul-sous-Montmédy Chauvency-le-Château, Han-lès-Juvigny, Montmédy, Quincy-Landzécourt és Thonne-les-Près községekkel határos.

## Népesség
A település népessége az elmúlt években az alábbi módon változott:
| Lakosok száma | 109  | 90   | 93   | 98   | 90   | 94   | 87   | 82   | 81   | 83   |
|               | 1968 | 1982 | 1990 | 2006 | 2013 | 2015 | 2017 | 2019 | 2020 | 2022 |